# Site archéologique de Ghmate

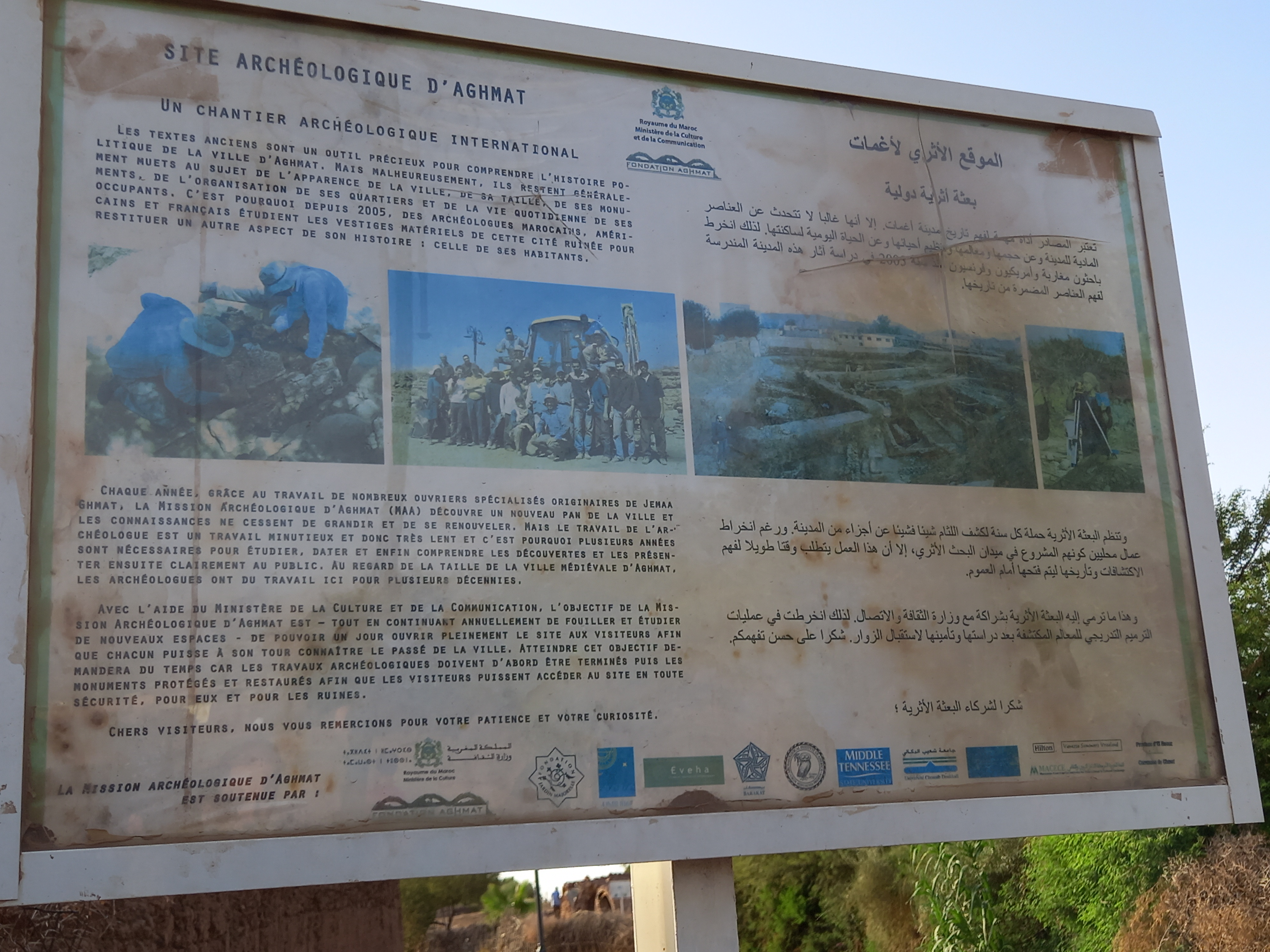
site archéologique Ghmate

Le site archéologique de Ghmate ou d'Aghmat (chleuh : Aɣmat ou Uɣmat), est une ancienne ville berbère du Haouz, et un site archéologique au pied du Haut Atlas, à 30 km de Marrakech sur la route de la vallée de l'Ourika.
Ce site est aujourd'hui connu sous le nom de Joumâa d’Aghmat, particulièrement célèbre par le mausolée d’Al-Mutamid ibn Abbad. La ville a été construite par les Berbères avant la fondation de Marrakech par les Almoravides.

## Géographie, géologie et toponymie
Le site de la cité médiévale se situe à l'emplacement du village moderne de Ghmat, le site archéologique déjà fouillé n'occupe qu'une partie de l'ancienne agglomération. En lisière sud de la plaine du Haouz, sur le piémont nord du massif du Haut-Atlas, sa situation dans la vallée de l'Ourika permet une bonne irrigation par l'oued et ses séguia. Cela permet des cultures maraichères et fruitières intensives depuis le Moyen Âge
La cité d'Aghmat est décrite par Al Idrissi au XIIe siècle sous le nom d'Aghmat Warika dans son œuvre le Kitâb Nuzhat al-mushtâq fi-khtirâq al-qfsâq. Selon lui, elle est entourée de jardins, de vergers et la rivière fait tourner des moulins avant d'irriguer les cultures. Elle est représentée sur sa carte la Tabula Rogeriana.

## Histoire

### Les almoravides
Les Almoravides se rendent maîtres de la ville en 1057. Cette cité leur sert de base dans leur avancée vers les régions du nord, avant qu'ils ne fondent la médina de Marrakech en 1062. Sous le règne de Youssef Ibn Tachfin, Aghmat fut le lieu d’exil des rois de taïfas déchus d’Espagne dont le célèbre poète Al-Mutamid ibn Abbad, roi de Séville.
Après avoir été la capitale des Almoravides, la ville est prise en 1128 par les Almohades.
Les fouilles archéologiques menées à Igiliz ont permis la découverte de céramiques émaillées vertes et jaunes. La datation au radiocarbone de ces céramiques situe leur âge entre 1075 et 1150, une période qui coïncide avec l'ère almoravide. Il s'agit principalement de vases et de plats retrouvés. Les auteurs des fouilles concluent que ces objets étaient importés d'un centre urbain régional et non produits localement à Igiliz.
La question de l'origine de la céramique d'Igiliz trouve une réponse plausible lorsqu'on examine les principaux centres urbains de la région entre 1075 et 1150. À cette époque, Aghmat se distinguait comme le centre urbain le plus important du sud du Maroc, avant l'essor de Marrakech, selon Messier. Les textes de l'époque, notamment ceux d'Al Idrissi, décrivent Aghmat comme un carrefour commercial majeur, prospère grâce à ses échanges commerciaux avec le Soudan et d'autres régions. Cette affirmation est également soutenue par Ibn Hawqal, dont l'ouvrage, rédigé dans la seconde moitié du Xe siècle, s'appuie sur des informations recueillies lors d'un voyage effectué au Maghreb vers 950. Il décrit Aghmat comme « très florissante » et mentionne son commerce soutenu avec Sijilmassa et d'autres lieux. La vitalité économique de la ville est aussi corroborée par le fait qu'elle possédait un port à Agouz, où étaient reçus les produits d'exportation de la ville d'Aghmat.

### Le déclin
À partir du XIVe siècle, après la fin de l'empire almohade, les textes historiques et les données archéologiques décrivent un déclin de la cité médiévale. Le palais et le hamman sont abandonnés, seule la mosquée reste utilisée sur une taille réduite. Les autorités et les populations aisées délaissent la cité, remplacés partiellement par des habitants plus pauvres. Une activité agricole persiste et des communautés soufis s'installent dans les ruines. Des ateliers de potiers sont créés dans les restes du hammam.

## Le site et ses monuments
Le site archéologique de l'ancien Aghmat Ourika était déjà connu comme tel au début du XXe siècle; en 1901 le voyageur Edmond Doutté décrit des ruines au sein desquelles seul le hammam peut être reconnu, ainsi que des jardins luxuriants irrigués par des séguias.
Au début des années 2000, l'archéologue Ronald Messier, alerté par l'ancien ambassadeur américain Frederick Vreeland, a entrepris des excavations qui ont révélé des vestiges remarquables : un vaste hammam, un palais, une mosquée, des villas et des infrastructures hydrauliques.
En 2017, lors des fouilles archéologiques menées dans l’ancienne ville médiévale d’Aghmat, des sols en mosaïque aux motifs complexes, composés de carreaux bleus, gris et blancs, ont été mis au jour. Ces mosaïques, connues sous le nom de zelliges, constituent un élément caractéristique de l’architecture islamique en Afrique du Nord, illustrant un savoir-faire artistique raffiné. Les mosaïques se composent de petits carreaux disposés en diagonale, générant un motif en losanges qui constitue la trame principale de la composition. Ces losanges sont encadrés par des carreaux rectangulaires.
L'archéologue américain Ronald Messier, ancien directeur du projet américano-marocain à Aghmat, attribue la production de ces zelliges à une période florissante de la ville, correspondant à une époque où ses habitants jouissaient d’une grande prospérité commerciale. Il cite à cet égard les descriptions du géographe musulman Al-Idrissi, qui évoque les marchands d’Aghmat voyageant vers le « pays des Noirs » avec des caravanes chargées de cuivre rouge, d’étoffes de laine, de turbans, de parures en verre et en pierre, ainsi que de diverses drogues et parfums.
Ronald Messier reprend également les propos d’Al-Idrissi pour situer cette période florissante de la ville dans le contexte du règne des Almoravides, soulignant que, sous leur domination, « il n'était pas de gens plus riches que les habitants d’Aghmat ». Ces découvertes archéologiques viennent ainsi confirmer le dynamisme économique et culturel de la ville durant cette époque.
Ainsi, Ronald Messier suggère que les zelliges d'Aghmat remontent à une période située entre le XIe et le XIIe siècle, correspondant à l'ère de la domination almoravide. Durant cette période, Aghmat fut, pendant un certain temps, la capitale de la dynastie berbère, avant que celle-ci ne fonde Marrakech en 1062. De plus, des zelliges présentant un style similaire sont également retrouvés dans l'actuel palais El Badi à Marrakech, caractérisés par un agencement de losanges identiques, encadré par des carreaux de forme carrée ou rectangulaire.
Les découvertes incluent également des éléments architecturaux et artistiques raffinés, comme un vaste complexe palatial orné de motifs floraux en stuc et ont révélé de nombreuses poteries glaçurées en cuerda seca, un style alors associé à l’Andalousie par les chercheurs spécialisés. Jusqu’alors considérée comme importée en Afrique du Nord, cette découverte à Aghmat constitue la première preuve de sa production locale. Une autre découverte majeure fut la cuve d’ablution d’une mosquée, mentionnée dans un texte du XIVe siècle, établissant un lien rare entre sources écrites et archéologie.